# Los ángeles del infierno
Los ángeles del infierno (Hell's Angels) es una película estadounidense de 1930, de la época pre-code, de los géneros bélico, dramático y de aventuras; se trata de una cinta independiente producida y dirigida por Howard Hughes, con Jean Harlow, Ben Lyon y James Hall en los papeles principales. El guion trata sobre dos hermanos totalmente diferentes, ambos miembros de Real Cuerpo Aéreo británico durante la Primera Guerra Mundial. 
La película se empezó a rodar como muda pero después de año y medio seguía inconclusa y, para entonces, se había estrenado El cantante de jazz / El cantor de jazz, que marcó el principio del cine sonoro. Hughes convirtió su película en sonora. La principal artista femenina, Greta Nissen, era una estadounidense de origen noruego y tuvo que ser reemplazada debido a su acento. Harlow se convirtió en una gran estrella como su sucesora. La producción se alargó tres años (1927–1930) y Hughes no escatimó en gastos, de modo que, a pesar de ser una de las películas más taquilleras del inicio del cine sonoro, no recuperó su exorbitante costo de 2,8 millones de dólares.
Hughes y el piloto Harry Parry diseñaron muchas de las acrobacias para las escenas de combate aéreo cercano. Cuando Paul Mantz, principal piloto de acrobacias aéreas, informó a Hughes que una acrobacia en la escena final era demasiado peligrosa, el mismo Hughes pilotó el avión y se estrelló; sufrió una fractura de cráneo y además tuvo que someterse a una cirugía facial. Tres pilotos de acrobacias y un mecánico murieron en accidentes durante el rodaje.
La mayor parte del metraje es en blanco y negro, pero hay varias escenas de un solo color para lograr un efecto dramático, como un duelo de armas nocturno; pantalla parcial a todo color para mostrar las llamas que consumen un zepelín alemán; y pantalla completa a todo color para una secuencia, que es el único metraje en color de la carrera de Harlow.
A pesar de todas las dificultades, esta película se considera un hito en el uso inicial del sonido y el color, y del género cinematográfico de acción épica.

## Argumento

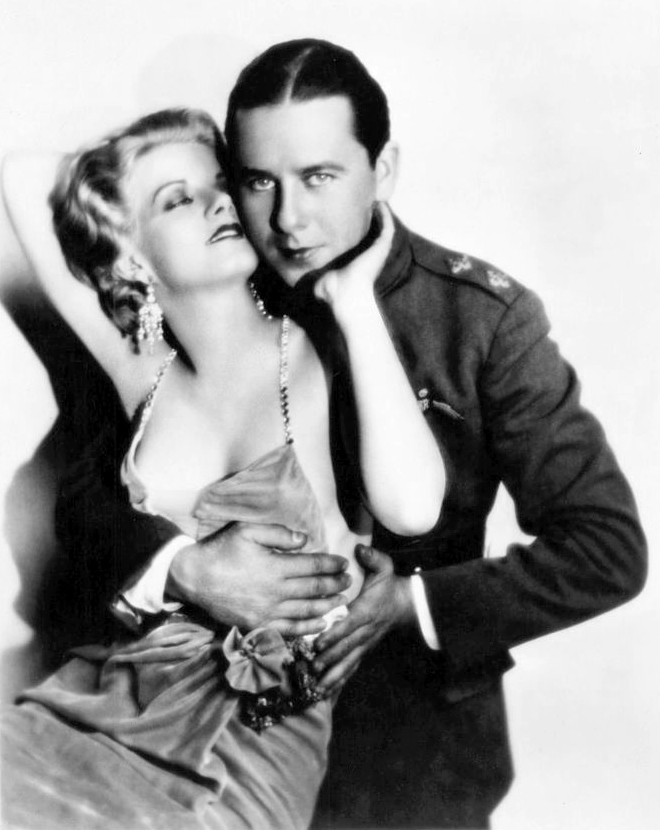
Jean Harlow y Ben Lyon en una fotografía promocional para la película.

Roy and Monte Rutledge son dos hermanos británicos totalmente diferentes. El heterosexual Roy ama e idealiza a la supuestamente recatada Helen, pero Monte es un mujeriego. Su amigo alemán y compañero de estudios de la Universidad de Oxford, Karl, está en contra de la idea de tener que luchar contra Inglaterra si estallara otra guerra.
Por su parte, en Múnich, el inconsciente Monte es sorprendido en los brazos de una mujer por su esposo, un oficial alemán, quien insiste en un duelo a la mañana siguiente. Monte huye esa noche. Roy, al ser confundido con su hermano, sigue adelante con el duelo y recibe un disparo en el brazo.
Karl es reclutado por la armada alemana y los dos hermanos británicos se alistan en el Real Cuerpo Aéreo (RFC). En la estación de reclutamiento una chica besa a Monte.
Cuando Roy finalmente presenta a Monte y a Helen, esta invita a Monte a su apartamento. Monte intenta rechazar sus avances pensando en su hermano, pero cede. A la mañana siguiente, sin embargo, se siente avergonzado de su propia actitud.
Mientras tanto, Karl es un oficial a bordo de un dirigible Zeppelin enviado para bombardear Trafalgar Square, en Londres. Como bombardero-observador, desciende por debajo de las nubes en una cápsula de espionaje. Deliberadamente dirige al Zeppelin —que se mantiene por encima de las nubes, sin visibilidad— hacia el agua, donde las bombas no tienen efecto. El RCF envían cuatro cazas para interceptar el Zeppelin. Roy pilota uno de ellos, con Monte como artillero. Para ganar altitud y velocidad rápidamente, el comandante del dirigible alemán a Karl cortando el cable que asegura su cápsula. Como no es suficiente, ordena deshacerse de todo lo posible. Además, acepta el consejo de otro oficial; el oficial y otros tripulantes saltan obedientemente a la muerte "por el Kaiser y la patria". Las ametralladoras alemanas derriban tres aviones; Roy y Monte sobreviven después de un aterrizaje forzoso. Cuando las ametralladoras alemanas se atascan o se quedan sin municiones, el último piloto británico en el embiste con su caza el dirigible y le toca. Los hermanos están a punto de ser arrollados por el Zeppelin, que se estrella.
Más tarde, Monte es tildado de cobarde en Francia por eludir su deber cuando otro piloto toma su lugar y es derribado. Roy y Monte se ofrecen cuando un coronel del Estado Mayor pide dos voluntarios para una misión suicida. Deben destruir un depósito importante de municiones enemigas. A la mañana siguiente se infiltrarán utilizando un bombardero alemán capturado para que una brigada británica tenga una oportunidad en su ataque de la tarde, que de otro modo sería inútil.
Esa noche, Roy descubre a Helen borracha en un club nocturno con el Capitán Redfield. Cuando intenta llevarla a casa, ella se revuelve contra él y le revela que nunca lo amó, que, de hecho, no era la joven inocente que él creía que era. Devastado, Roy se une a Monte para divertirse. Monte decide no ir a la misión y casi convence a Roy para que haga lo mismo, pero al final, Roy arrastra a Monte de vuelta al aeródromo.
Hacen estallar el depósito de municiones alemán, pero quedan atrapados en el acto por el escuadrón del Cuerpo Aéreo del Imperio alemán apodado «Flying Circus» y dirigido por el legendario «Barón Rojo», Manfred von Richthofen. Monte defiende al bombardero con una ametralladora hasta que llega su escuadrón y se establece un combate aéreo cercano. Su amigo "Baldy" derriba al único alemán que todavía apunta al bombardero, pero luego von Richthofen se abalanza y derriba a los hermanos, que son capturados.
Al utilizar un avión alemán han violado las leyes de la guerra; así, los dos hermanos tienen la opción de hablar o enfrentarse a un pelotón de fusilamiento dirigido precisamente por el antiguo oponente de duelo de Roy. Monte decide revelar todo lo que sabe del ataque para salvar su propia vida. Incapaz de hacer cambiar de opinión a su hermano, Roy convence a Monte de que debe hablar a solas con el general alemán. Se ofrece a contar lo que sabe con la condición de que no haya testigos de su traición, pero exige una pistola para matar a Monte para que nadie sepa de su cobardía. El general le da su arma y una bala. Roy no puede persuadir a Monte para que haga lo correcto y no tiene más remedio que disparar a su hermano por la espalda. Posteriormente, Roy es ejecutado. El ataque británico se realiza con éxito.

## Reparto
En el orden en que aparecen en los títulos de crédito
- Ben Lyon - Monte Rutledge
- James Hall - Roy Rutledge
- Jean Harlow - Helen
- John Darrow - Karl Arnstedt
- Lucien Prival - Barón Von Kranz
- Frank Clarke - Lt. von Bruen / doble de von Richthofen en los combates aéreos
- Roy Wilson - "Baldy" Maloney
- Douglas Gilmore - Capitán Redfield
- Jane Winton - Baronesa Von Kranz
- Evelyn Hall - Lady Randolph
- William B. Davidson - Mayor del staff
- Wyndham Standing - Comandante del escuadrón de RFC
- Lena Melana - Gretchen, camarera
- Marian Marsh - Chica que vende besos (como Marilyn Morgan)
- Carl von Haartman - Comandante del Zeppelin
- F. Schumann-Heink - Primer oficial del Zeppelin
- Stephen Carr - Elliott
- Thomas Carr - Piloto
- J. Granville-Davis - Piloto
- Hans Joby - Von Schlieben (sin acreditar)
- Pat Somerset - Marryat (sin acreditar)
- Wilhelm von Brincken - Von Richthofen (sin acreditar)

## Comentarios
Howard Hughes invirtió 4 millones de dólares de su propia fortuna para su realización. Hasta ese momento, la mayor inversión en una producción cinematográfica había ascendido a 1 millón de dólares. 
A pesar de los malos augurios de los cineastas de Hollywood (la realización tardó más de tres años), la película resultó ser un éxito. 
La película de Martin Scorsese El aviador narra entre otras cosas la génesis de Los ángeles del infierno.